# Обертання навколо фіксованої осі
Оберта́ння навко́ло фіксо́ваної (нерухо́мої) осі́ — вид механічного руху твердого тіла при якому усі його точки, рухаючись у паралельних площинах, описують кола з центрами, що лежать на одній нерухомій прямій, що називається віссю обертання.
Вісь обертання може перебувати усередині тіла або за його межами. При обертанні навколо нерухомої осі, що не проходить через центр тіла, обертальний рух називається коловим. Вісь обертання в даній системі відліку може бути як рухомою, так і нерухомою. Наприклад, в системі відліку, пов'язаній із Землею, вісь обертання ротора генератора на електростанції нерухома.
При виборі деяких осей обертання, можна отримати складний обертальний рух — сферичний рух, коли точки тіла рухаються траєкторіями, що лежать на взаємоконцентричних сферичних поверхнях. 

## Основний закон динаміки обертального руху
Похідна за часом від моменту кількості руху механічної системи відносно нерухомої щодо інерціальної системи відліку точки або центру інерції системи дорівнює головному моменту відносно тієї ж точки всіх зовнішніх сил, прикладених до системи.

## Характеристики обертового руху тіла

### Кінематичні характеристики
Обертання характеризується кутом {\displaystyle \varphi } за одиницю часу, що вимірюється в градусах або радіанах, кутовою швидкістю {\displaystyle \omega ={\frac {d\varphi }{dt}}} (вимірюється у рад/с) та кутовим прискоренням {\displaystyle \epsilon ={\frac {d^{2}\varphi }{dt^{2}}}} (одиниця вимірювання — рад/с²).
При рівномірному обертанні:
- Період обертання — тривалість одного повного оберта.
- Частота обертання — число обертів за одиницю часу (наприклад, об/хв).

Період обертання {\displaystyle T} і його частота {\displaystyle \nu } пов'язані співвідношенням:
{\displaystyle \nu ={1 \over T}={\omega  \over 2\pi }.}
- Лінійна швидкість точки, що лежить на відстані {\displaystyle R} від осі обертання

{\displaystyle v={2\pi \nu R}={2\pi R \over T},}
- Кутова швидкість обертання тіла — аксіальний вектор (псевдовектор) :

{\displaystyle \omega ={2\pi \nu }={2\pi  \over T}.}

### Динамічні характеристики
Властивості твердого тіла при його обертанні визначаються моментом інерції цього тіла. Ця характеристика входить до диференціальних рівнянь, отриманих з рівнянь Гамільтона або Лагранжа. Рівняння для кінетичної енергії обертання можна записати у вигляді:
{\displaystyle E={\frac {\omega ^{2}J}{2}}={2\pi ^{2}\nu ^{2}J}.}
У цій формулі момент інерції J відіграє роль маси, а кутова швидкість ω — роль швидкості при поступальному русі. Момент інерції характеризує геометричний розподіл маси у тілі й може бути обчислений з використанням формули
{\displaystyle J=\int r^{2}dm.}
- Момент інерції — фізична величина, міра інертності тіла в обертальному русі. Характеризує розподіл мас у тілі. Осьовий момент інерції системи n матеріальних точок визначається рівнянням:

{\displaystyle J_{a}=\sum _{i=1}^{n}m_{i}r_{i}^{2},}
де {\displaystyle m_{i}} — маса, {\displaystyle r_{i}} — відстань від {\displaystyle i}-ї точки до осі.